# Петухов, Александр Ульянович
Алекса́ндр Улья́нович Петухо́в (6 ноября (24 октября) 1914, Юзовка, Российская империя — 15 мая 1974, Москва, РСФСР) — советский партийный и государственный деятель, первый секретарь Брянского областного комитета КПСС (1954—1960).

## Биография
Родился в семье шахтёра. Окончил сельскохозяйственную школу (1927),  Азовскую профтехшколу, авиационный техникум (1935), высшую партийную школу при ЦК ВКП(б) (1942). Член ВКП(б) c 1939 г.
В 1931-1936 слесарь (г. Таганрог). С 1936  в рядах РККА, откуда в этом же году был досрочно демобилизован и направлен на техническую работу на завод им. Чкалова в г. Новосибирск. 
- 1939—1940 гг. — первый секретарь Новосибирского городского комитета ВЛКСМ,
- 1942—1945 гг. — инструктор ЦК ВКП(б)[1],
- 1945—1947 гг. — заведующий сектором Управления кадров ЦК ВКП(б),
- 1947—1949 гг. — секретарь Рязанского областного комитета ВКП(б) по кадрам,
- 1949—1951 гг. — секретарь Рязанского областного комитета ВКП(б),
- 1951—1952 гг. — инспектор ЦК ВКП(б),
- 1952—1953 гг. — заведующий подотделом отдела партийных, профсоюзных и комсомольских органов ЦК ВКП(б),
- 1953—1954 гг. — заведующий сектором территориальных партийных организаций отдела партийных органов ЦК КПСС,
- 1954—1960 гг. — первый секретарь Брянского областного комитета КПСС.

Был освобожден от должности в декабре 1960 г. Он стал одной из жертв аферы по перевыполнению плана, известной как «Рязанское чудо». Хрущёв после поездки в США объявил лозунг догнать и перегнать Америку по производству мяса, масла и молока на душу населения. Рязанская область в 1959 году взяла на себя повышенные обязательства по заготовке и продаже мяса государству, превышающие план в три раза. Под эти явно неразумные цифры был истреблен практически весь скот в области, да ещё недостающее мясо закупалось в соседних регионах. Когда обман раскрылся, первый секретарь обкома КПСС А. Ларионов покончил жизнь самоубийством. Петухов вынужден был рапортовать о двойном превышении плана, и «отделался» переводом в Брянский Совнархоз на должность заместителя председателя.
- 1961—1963 гг. — заместитель председателя СНХ Брянского экономического административного района,
- 1963—1966 гг. — заместитель председателя СНХ Приокского экономического района[3],
- 1966—1969 гг. — начальник управления внешних сношений, импортных и экспортных поставок Министерства пищевой промышленности РСФСР,
- 1969—1974 гг. — начальник Главного управления министерства пищевой промышленности РСФСР.

Кандидат в члены ЦК КПСС (1956—1961). Депутат Совета Союза Верховного Совета СССР 4-го (от Брянской области; 1954—1958) и 5-го созывов (от Брянской области; 1958—1962). Делегат XX съезда КПСС.
Похоронен на Востряковском кладбище.

## Семья
Жена — Маргарита Алексеевна (1920—1970). Дочь — Галина (08.10.1943 г.р. — 2019). Сын — Владимир (28.10.1946 — 1992).
Внук - Андрей (Токарев) (14.02.1968 — 2022).Правнучка- Ксения(Токарева) (05.09.1989 г.р.) Правнук - Филипп (Токарев) (07.12.1990г.р.) Внук — Петухов Дмитрий (01.11.1971) (Военный журналист). Правнучка — Петухова Полания (01.07.2011).